# Copa del món de Pitch and Putt 2008
La Copa del Món de Pitch and Putt disputada l'any 2008 al camp de Papendal, Arnhem (Països Baixos) va ser organitzat per la Federació Neerlandesa de Pitch and Putt, sota les directrius de la Federació Internacional de Pitch and Putt (FIPPA), i va comptar amb la participació de 14 seleccions nacionals.
Els campions van ser la selecció irlandesa en derrotar els holandesos a la final. La tercera posició la va ocupar la selecció catalana, que havia guanyat els dos campionats anteriors. Aquesta edició de la Copa del Món va comptar amb dues seleccions debutants: Alemanya i Bèlgica.

## Equips
| Irlanda | Irlanda           |
| ------- | ----------------- |
|         | Paul O'Brien      |
|         | Raymond Murphy    |
|         | Derek Courtney    |
|         | Breda Brophy (cp) |

| Països Baixos | Països Baixos         |
| ------------- | --------------------- |
|               | Patrick Luning        |
|               | Jan Tijhuis           |
|               | Rolf Kwant            |
|               | R.Huberts /M.Lutterop |

| Catalunya | Catalunya           |
| --------- | ------------------- |
|           | Salvador Garangou   |
|           | Daniel Giménez      |
|           | Fernando Cano       |
|           | Xavier Ponsdomènech |

| Gran Bretanya | Gran Bretanya   |
| ------------- | --------------- |
|               | Steve Deeble    |
|               | John Deeble     |
|               | Anthony O'Brien |
|               | Rone Cope (cp)  |

| Andorra | Andorra             |
| ------- | ------------------- |
|         | Toni Armengol       |
|         | Guillem Escabrós    |
|         | Josep Escabrós      |
|         | Francesc Gaset (cp) |

| Austràlia | Austràlia              |
| --------- | ---------------------- |
|           | James Rogerson         |
|           | Stewart Genge          |
|           | Marie Hutchison        |
|           | Charlie Hutchison (cp) |

| França | França              |
| ------ | ------------------- |
|        | Jean-Claude Richard |
|        | Bernard Dinnat      |
|        | Christian Auziere   |
|        | Pierre Rongier (cp) |

| Xile | Xile                |
| ---- | ------------------- |
|      | Fernando Valenzuela |
|      | Daniel Valenzuela   |
|      | Guillermo Aranciba  |
|      | Juan Moran (cp)     |

| Noruega | Noruega         |
| ------- | --------------- |
|         | Anders Olsen    |
|         | Toni Ede        |
|         | Jan Andersen    |
|         | Jo G Brand (cp) |

| Itàlia | Itàlia               |
| ------ | -------------------- |
|        | Enrico Ciuffarella   |
|        | Angelo Fusco         |
|        | Vanni Rastrelli      |
|        | Fabrizio Frassoldati |

| Suïssa | Suïssa            |
| ------ | ----------------- |
|        | Claudio Spescha   |
|        | Marco Bernardini  |
|        | Oliver Schumacher |
|        | Oliver Schumacher |

| San Marino | San Marino             |
| ---------- | ---------------------- |
|            | Marco Galassi          |
|            | Loris Riccardi         |
|            | Roberto Bianchi        |
|            | Giulio Caramaschi (cp) |

| Alemanya | Alemanya          |
| -------- | ----------------- |
|          | Heiko Tigges      |
|          | Ralf Kerkeling    |
|          | Silvio Dietz      |
|          | Silvio Dietz (cp) |

| Bèlgica | Bèlgica                |
| ------- | ---------------------- |
|         | Antoin Ferdin          |
|         | Jerome Debacker        |
|         | Jérome Boutique        |
|         | Matthieu Donadieu (cp) |

## Ronda de qualificació
| 36 forats de qualificació |               |     |
| 1.                        | Irlanda       | 243 |
| 2.                        | Països Baixos | 247 |
| 3.                        | Catalunya     | 252 |
| 4.                        | Gran Bretanya | 253 |
| 5.                        | Andorra       | 257 |
| 6.                        | Austràlia     | 266 |
| 7.                        | França        | 267 |
| 8.                        | Xile          | 273 |
| 9.                        | Noruega       | 288 |
| 10.                       | Itàlia        | 288 |
| 11.                       | Suïssa        | 289 |
| 12.                       | San Marino    | 293 |
| 11.                       | Alemanya      | 307 |
| 12.                       | Bèlgica       | 322 |
| * 5 millors resultats     |               |     |

## Segona fase
Llocs 9 al 14
| GRUP A     | Pts | PJ | PG | PE | PP  | PF  | PC  | DP |
| ---------- | --- | -- | -- | -- | --- | --- | --- | -- |
| San Marino | 3   | 2  | 1  | 1  | 0   | 7,5 | 2,5 | +5 |
| Noruega    | 3   | 2  | 1  | 1  | 6,5 | 3,5 | 0   | +3 |
| Bèlgica    | 0   | 2  | 0  | 0  | 2   | 1   | 9   | -8 |

| 16 i 17 d'octubre |     |         |                  |
| Noruega           | 4-1 | Bèlgica | Camp de Papendal |
|                   |     |         | Camp de Papendal |

| 17 d'octubre |     |         |                  |
| San Marino   | 5-0 | Bèlgica | Camp de Papendal |
|              |     |         | Camp de Papendal |

| 17 d'octubre |         |            |                  |
| Noruega      | 2,5-2,5 | San Marino | Camp de Papendal |
|              |         |            | Camp de Papendal |

| GRUP B   | Pts | PJ | PG | PE | PP | GF  | GC  | DG |
| -------- | --- | -- | -- | -- | -- | --- | --- | -- |
| Suïssa   | 3   | 2  | 1  | 1  | 0  | 5,5 | 4,5 | +1 |
| Itàlia   | 2   | 2  | 1  | 0  | 1  | 5,5 | 4,5 | +1 |
| Alemanya | 1   | 2  | 0  | 1  | 1  | 4   | 6   | -2 |

| 16 i 17 d'octubre |         |          |                  |
| Itàlia            | 3,5-1,5 | Alemanya | Camp de Papendal |
|                   |         |          | Camp de Papendal |

| 17 d'octubre |         |          |                  |
| Suïssa       | 2,5-2,5 | Alemanya | Camp de Papendal |
|              |         |          | Camp de Papendal |

| 17 d'octubre |     |        |                  |
| Itàlia       | 2-3 | Suïssa | Camp de Papendal |
|              |     |        | Camp de Papendal |

## Quadre pel títol
|  | Quarts de final | Quarts de final | Quarts de final |               |         | Semifinals | Semifinals | Semifinals |  |  | Final | Final   | Final |
|  |                 |                 |                 |               |         |            |            |            |  |  |       |         |       |
|  | 1               | Irlanda         | 5               |               |         |            |            |            |  |  |       |         |       |
|  | 8               | Xile            | 0               |               |         |            |            |            |  |  |       |         |       |
|  | 8               | Xile            | 0               |               | 1       | Irlanda    | 3,5        |            |  |  |       |         |       |
|  |                 |                 |                 |               | 1       | Irlanda    | 3,5        |            |  |  |       |         |       |
|  |                 | 4               | Gran Bretanya   | 1,5           |         |            |            |            |  |  |       |         |       |
|  | 5               | 4               | Gran Bretanya   | 1,5           | Andorra | 0,5        |            |            |  |  |       |         |       |
|  | 5               |                 |                 |               | Andorra | 0,5        |            |            |  |  |       |         |       |
|  | 4               | Gran Bretanya   | 4,5             |               |         |            |            |            |  |  |       |         |       |
|  |                 |                 |                 |               |         |            |            |            |  |  | 1     | IRLANDA | 4     |
|  |                 |                 | 2               | Països Baixos | 1       |            |            |            |  |  |       |         |       |
|  | 3               | Catalunya       | 3               |               |         |            |            |            |  |  |       |         |       |
|  | 6               | Austràlia       | 2               |               |         |            |            |            |  |  |       |         |       |
|  | 6               | Austràlia       | 2               |               | 3       | Catalunya  | 0,5        |            |  |  |       |         |       |
|  |                 |                 |                 |               | 3       | Catalunya  | 0,5        |            |  |  |       |         |       |
|  |                 | 2               | Països Baixos   | 4,5           |         |            |            |            |  |  |       |         |       |
|  | 7               | 2               | Països Baixos   | 4,5           | França  | 1          |            |            |  |  |       |         |       |
|  | 7               |                 |                 |               | França  | 1          |            |            |  |  |       |         |       |
|  | 2               | Països Baixos   | 4               |               |         |            |            |            |  |  |       |         |       |

Quarts de final
| 16 i 17 d'octubre |     |      |                  |
| Irlanda           | 5-0 | Xile | Camp de Papendal |
|                   |     |      | Camp de Papendal |

| 16 i 17 d'octubre |         |         |                  |
| Gran Bretanya     | 4,5-0,5 | Andorra | Camp de Papendal |
|                   |         |         | Camp de Papendal |

| 16 i 17 d'octubre |     |           |                  |
| Catalunya         | 3-2 | Austràlia | Camp de Papendal |
|                   |     |           | Camp de Papendal |

| 16 i 17 d'octubre |     |        |                  |
| Països Baixos     | 4-1 | França | Camp de Papendal |
|                   |     |        | Camp de Papendal |

Llocs 5 al 8
| 17 d'octubre |     |         |                  |
| Xile         | 3-2 | Andorra | Camp de Papendal |
|              |     |         | Camp de Papendal |

| 16 i 17 d'octubre |         |        |                  |
| Austràlia         | 1,5-3,5 | França | Camp de Papendal |
|                   |         |        | Camp de Papendal |

Semifinals
| 17 d'octubre |         |               |                  |
| Irlanda      | 3,5-1,5 | Gran Bretanya | Camp de Papendal |
|              |         |               | Camp de Papendal |

| 16 i 17 d'octubre |         |           |                  |
| Països Baixos     | 4,5-0,5 | Catalunya | Camp de Papendal |
|                   |         |           | Camp de Papendal |

Llocs 13-14
| 18 d'octubre |     |          |                  |
| Bèlgica      | 2-3 | Alemanya | Camp de Papendal |
|              |     |          | Camp de Papendal |

Llocs 11-12
| 18 d'octubre |         |        |                  |
| Noruega      | 3,5-1,5 | Itàlia | Camp de Papendal |
|              |         |        | Camp de Papendal |

Llocs 9-10
| 18 d'octubre |     |        |                  |
| San Marino   | 4-1 | Suïssa | Camp de Papendal |
|              |     |        | Camp de Papendal |

Llocs 7-8
| 18 d'octubre |     |         |                  |
| Austràlia    | 2-3 | Andorra | Camp de Papendal |
|              |     |         | Camp de Papendal |

Llocs 5-6
| 18 d'octubre |     |      |                  |
| França       | 2-3 | Xile | Camp de Papendal |
|              |     |      | Camp de Papendal |

Llocs 3-4
| 18 d'octubre |         |               |                  |
| Catalunya    | 3,5-1,5 | Gran Bretanya | Camp de Papendal |
|              |         |               | Camp de Papendal |

FINAL
| 18 d'octubre |     |               |                  |
| Irlanda      | 4-1 | Països Baixos | Camp de Papendal |
|              |     |               | Camp de Papendal |

| Irlanda          |
| Campions Irlanda |

## Classificació final
| Classificació final | Classificació final |
| ------------------- | ------------------- |
| 1                   | Irlanda             |
| 2                   | Països Baixos       |
| 3                   | Catalunya           |
| 4                   | Gran Bretanya       |
| 5                   | Xile                |
| 6                   | França              |
| 7                   | Andorra             |
| 8                   | Austràlia           |
| 9                   | San Marino          |
| 10                  | Suïssa              |
| 11                  | Noruega             |
| 12                  | Itàlia              |
| 13                  | Alemanya            |
| 14                  | Bèlgica             |